# Джумалы, Неджати
Неджати Джумалы (тур. Necati Cumalı; 13 января 1921, Флорина — 10 января 2001, Стамбул) — турецкий писатель, поэт, драматург и переводчик.

## Биография
Родился в греческом городе Флорина. В результате обмена населения, проведённого между Грецией и Турцией после Второй греко-турецкой войны родители Джумалы переехали в город Урла, расположенном в иле Измир.
Окончил юридический лицей в Стамбуле, позже на основе этого лицея был создан юридический факультет Анкарского университета.
Писать Неджати Джумалы начал ещё в институте, первые его произведения были опубликованы в начале 1940-х годов.
Собирал книги, после смерти Джумалы его коллекция книг была передана университету Коч.
На основе романа, написанного Джумалы, Метином Эрксаном в 1963 году был снят фильм «Засушливое лето», который стал первым фильмом Турции, получившим награду на международном фестивале.